# Кёлльн (Радибор)

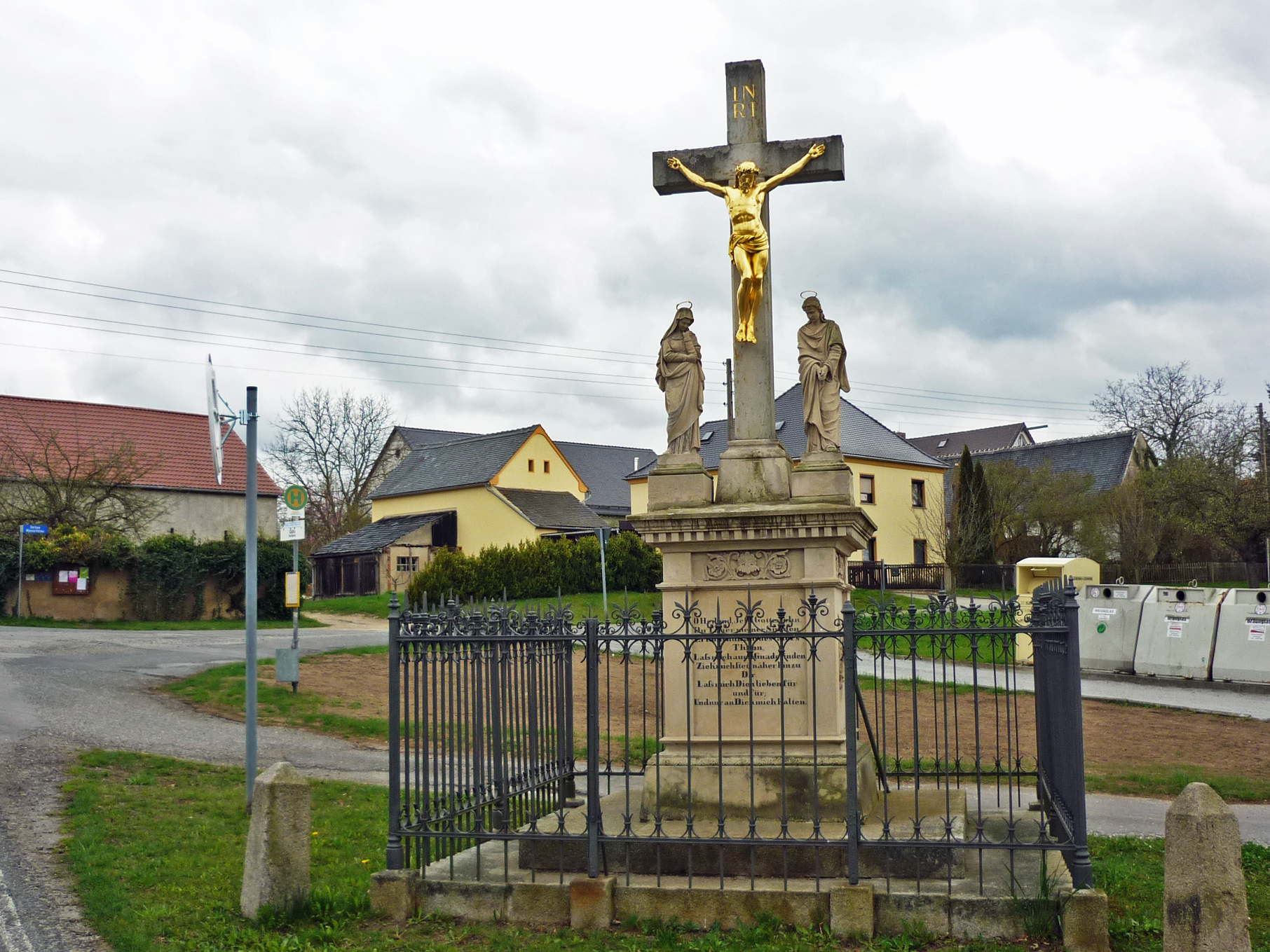
Поклонный крест, памятник культуры и истории земли Саксония

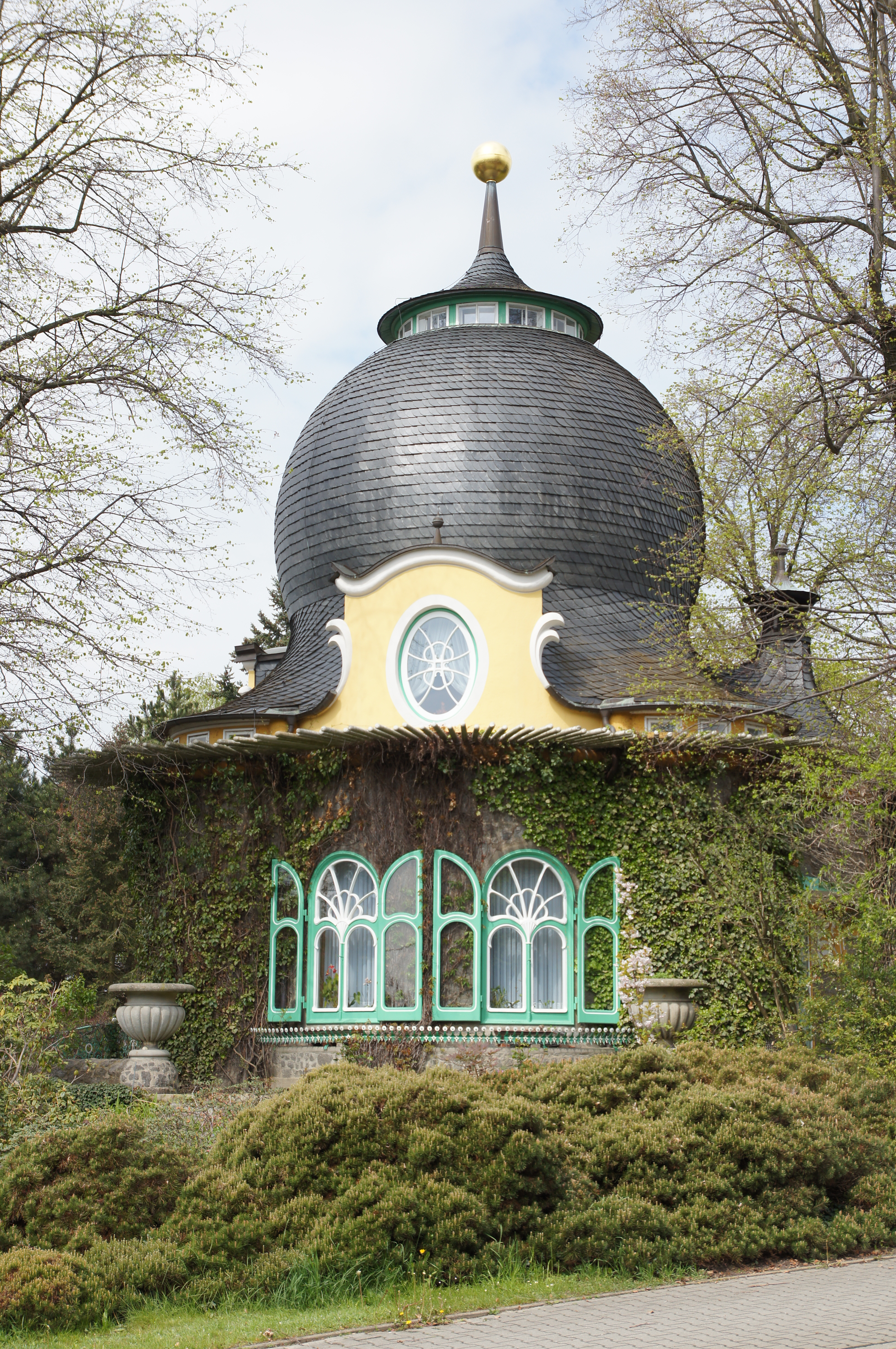
Kugelhaus, памятник культуры и истории земли Саксония

Кёлльн или Хе́льно (нем. Cölln; в.-луж. Chelnoо файле) — деревня в Верхней Лужице, Германия. Входит в состав коммуны Радибор района Баутцен в земле Саксония. Подчиняется административному округу Дрезден.

## География
Через деревню проходит шоссе федерального значения Бундесштрассе 96 (Баутцен — Хойерсверда). Населённый пункт находится на железнодорожной линии Баутцен — Хойерсверда и имеет одноимённую железнодорожную станцию, которая была построена в 1890 году. Находится примерно в шести километрах на север от Будишина. Деревня состоит из двух частей, которые расположены в виде буквы V, открытой на юго-восток. Старая часть деревни находится на севере. Новая часть деревни, расположенная на юго-западе и вдоль шоссе 96, была построена в XX веке.

## История
Впервые упоминается в 1459 году под наименованием Colen.
С 1973 по 1998 года деревня входила в состав коммуны Кляйнвелька. С 1998 года входит в современную коммуну Радибор.
В настоящее время деревня входит в состав культурно-территориальной автономии «Лужицкая поселенческая область», на территории которой действуют законодательные акты земель Саксонии и Бранденбурга, содействующие сохранению лужицких языков и культуры лужичан.
Этимология
Согласно учёным Эрнста Эйхлера и Ганса Вальтера наименование деревни происходит от серболужицкого слова «Kólnja» (Сарай, Навес).
Исторические немецкие наименования
- Colen, 1459
- Coln, 1460
- Collen an der Sprew, 1496
- Cöln, 1519
- Kollen, 1558
- Cölln, 1658

## Население
Официальным языком в населённом пункте, помимо немецкого, является также верхнелужицкий язык.
Согласно статистическому сочинению «Dodawki k statisticy a etnografiji łužickich Serbow» Арношта Муки в 1884 году проживало 272 человека (из них — 264 серболужичанина (97 %)).
Лужицкий демограф Арношт Черник в своём сочинении «Die Entwicklung der sorbischen Bevölkerung» указывает, что в 1956 году при общей численности в 396 человек серболужицкое население деревни составляло 68,2 % (из них верхнелужицким языком активно владело 196 человек, 4 — пассивно и 70 несовершеннолетних владели языком).
| 1834 | 1871 | 1890 | 1910 | 1925 | 1939 | 1946 | 1950 | 1964 | 2011 | 2016 |
| ---- | ---- | ---- | ---- | ---- | ---- | ---- | ---- | ---- | ---- | ---- |
| 245  | 298  | 300  | 273  | 302  | 359  | 365  | 411  | 427  | 348  | 326  |

## Достопримечательности
Памятники культуры и истории земли Саксония
- Betkreuz, XIX век (№ 09253100)
- Betkreuz, XIX век (№ 09253099)
- Betkreuz, 1880 (№ 09253092)
- Betkreuz, 1809 год, ул. Dorfaue 15 (№ 09253091)
- Betkreuz, 1794 год, ул. Hoyerswerdaer Straße 11 (№ 09253088)
- Kugelhaus, 1932—1936, ул. Hoyerswerdaer Straße 7 (№ 09300740)
- Wegestein, первая половина XIX века (№ 09253093)
- Wohnhaus, 1870 год, ул. Hoyerswerdaer Straße 9 (09253087)
- Wohnstallhaus, 1800 год, ул. Dorfaue 19 (№ 09253094)
- Wohnhaus mit Oberlaube ,1800 год, ул. Dorfaue 20 (№ 09253097)
- Wohnhaus (nur vorderer Teil), 1800 год, ул. Dorfaue 21 (№ 09253095)
- Seitengebäude, 1800 год, ул. Dorfaue 23 (№ 09253096)
- Бывшая пекарня с элементами технического оборудования, 1850 год, ул. Hoyerswerdaer Straße 26 (№ 09253210)
- Вилла Домшке, 1955 год, ул. Hoyerswerdaer Straße 10 (№ 09300741)
- Конюшня, три боковых здания и голубятня, XIX век, ул. Hoyerswerdaer Straße 29 (№ 09253089)
- Памятник погибшим в Первой мировой войне, 1920 год, ул. Dorfaue 20 (№ 09253098)
- Сарай, 1850 год, ул. Dorfaue 8 (№ 09253090)

## Известные жители и уроженцы
- Юрий Мерчинк (1914—1988) — серболужицкий писатель и журналист.